# Nagroda im. Katarzyny Kobro
Nagroda im. Katarzyny Kobro – nagroda artystyczna wręczana od 2001 roku polskim artystom przez artystów reprezentujących różne dziedziny sztuki.  
Inicjatorami nagrody jest Józef Robakowski oraz Nika Strzemińska. 

## Historia nagrody
Wyróżnienie jest przyznawane co roku przez kolegium złożone z przedstawicieli różnych dziedzin sztuki. Pomysłodawcami nagrody jest córka Katarzyny Kobro – Nika Strzemińska oraz artysta Józef Robakowski. Fundatorami nagrody do 2011 roku byli bracia Dariusz i Krzysztof Bieńkowscy. 
Od 2011 roku nagroda fundowana jest przez sponsorów pozyskiwanych przez Muzeum Sztuki w Łodzi. Celem projektu jest uhonorowanie postawy progresywnej i poszukującej, Artysty otwartego na wymianę myśli; bezinteresownego inicjatora zdarzeń kulturowych.
W latach 2001–2009 nagrodę przyznawała łódzka Galeria Wschodnia. 
W latach 2011–2022 wyróżnienie zostało przeniesione do Muzeum Sztuki w Łodzi. 
W 2023 edycja została zorganizowana w łódzkiej Galerii W Y. 
Od 2024 roku nagroda wróciła do Muzeum Sztuki w Łodzi. 

## Laureaci i Laureatki[6]
- 2001 – Zbigniew Dłubak
- 2002 – Gerhard Jürgen Blum-Kwiatkowski
- 2003 – Andrzej Dłużniewski
- 2004 – Krzysztof M. Bednarski
- 2005 – Teresa Murak
- 2006 – Krzysztof Wodiczko
- 2007 – Jerzy Lewczyński
- 2008 – Zbigniew Rybczyński
- 2009 – Andrzej Lachowicz[3]
- 2011 – Zygmunt Rytka[7]
- 2012 – Natalia LL[8]
- 2013 – Cezary Bodzianowski
- 2014 – Robert Rumas
- 2015 – Jadwiga Sawicka[9]
- 2016 – Karolina Wiktor[10]
- 2017 – Piotr Bosacki[11]
- 2018 – Cecylia Malik[12]
- 2019 – Ewa Ciepielewska[13]
- 2020 – Koji Kamoji[14]
- 2022 – Elżbieta Jabłońska
- 2024 – Ewa Zarzycka

## Składy Kapituły
- 2001 – Krystyna Krygier, Natalia LL, Stanisław Fijałkowski, Stefan Gierowski, Józef Robakowski
- 2002 – Jan Berdyszak, Jan Chwałczyk, Zbigniew Dłubak, Jerzy Kałucki, Jan Świdziński, Zbigniew Warpechowski
- 2003 – Krzysztof M. Bednarski, Gerhard Jürgen Blum-Kwiatkowski, Wanda Gołkowska, Grzegorz Kowalski, Maciej Szańkowski
- 2004 – Janusz Bałdyga, Andrzej Dłużniewski, Leszek Knaflewski, Jarosław Modzelewski, Teresa Murak
- 2005 – Krzysztof M. Bednarski, Leszek Golec, Jadwiga Sawicka, Jan Świdziński, Krzysztof Wodiczko
- 2006 – Teresa Murak, Zuzanna Janin, Alicja Żebrowska, Konrad Kuzyszyn, Sławomir Sobczak
- 2007 – Oskar Dawicki, Marta Deskur, Andrzej Różycki, Robert Rumas, Krzysztof Wodiczko
- 2008 – Jerzy Lewczyński, Kamil Kuskowski, Aleksandra Ska, Paweł Susid
- 2009 – Zbigniew Rybczyński, Ewa Zarzycka, Jerzy Kosałka, Krzysztof Zarębski, Rafał Bujnowski
- 2011 – Katarzyna Kozyra, Robert Rumas, Zbigniew Warpechowski, Tomasz Ciecierski, Bartłomiej Kraciak[7]
- 2012 – Jadwiga Sawicka, Elżbieta Jabłońska, Marta Deskur, Paweł Susid, Robert Rumas[8]
- 2013 – Agnieszka Kurant, Zbigniew Libera, Jan Simon, Monika Sosnowska
- 2014 – Robert Kuśmirowski, Karolina Breguła, Nicolas Grospierre, Kobas Laksa
- 2015 – Ewa Zarzycka, Marta Bosowska, Przemysław Branas, Jerzy Grzegorski[9]
- 2016 – Karol Radziszewski, Anna Baumgart, Agnieszka Brzeżańska, Aneta Grzeszykowska[10]
- 2017 – Katarzyna Kozyra, Aleksandra Chciuk, Izabella Gustowska, Katarzyna Józefowicz[11]
- 2018 – Daniel Rycharski, Paweł Bownik, Elżbieta Jabłońska, Joanna Rajkowska[12]
- 2019 – Cecylia Malik (przewodnicząca), Marta Krześlak, Honorata Martin i Jaśmina Wójcik[15]
- 2020 – Jakub Ciężki (przewodniczący), Piotr Lutyński, Wojciech Leder i Małgorzata Szymankiewicz[16]
- 2022 – Jadwiga Sawicka (przewodnicząca), Alicja Bielawska, Monika Drożyńska i Jerzy Grzegorski[4]
- 2024 – Sylwia Gorak (przewodnicząca), Anka Leśniak, Weronika Teplicka, Marta Zgierska[17][18]